# Rune Ottoson
Karl Rune Ottoson, född 2 november 1923 i Fagerdal i Hammerdals socken i Jämtland, död 7 augusti 1975 i Mölndal, var en svensk skådespelare.

## Biografi
Ottoson utbildade sig vid Calle Flygare Teaterskola och efter detta spelade han hos Nils Poppe, Riksteatern och Norrköping-Linköping stadsteater. 1958–1963 var han verksam i Borås, 1963–1964 i Helsingborg och 1964–1975 vid Göteborgs Stadsteater.
Ottoson var även verksam på film och i TV. Han är mest känd för sin rolltolkning av den temperamentsfulle men misslyckade småbonden Evert Persson i TV-serien Hem till byn, en roll han spelade från seriens allra första avsnitt 1971 och fram till sin död. Ottoson medverkade bara i halva säsongen av serien 1976, då han inte hunnit spela in alla avsnitt när han omkom i en bilkrasch på väg hem från inspelningarna. Han är begravd på Hammerdals kyrkogård.

## Filmografi
- 1942 – Ta hand om Ulla
- 1945 – Blåjackor
- 1946 – Kris
- 1946 – Ballongen
- 1947 – Krigsmans erinran
- 1947 – Två kvinnor
- 1948 – Soldat Bom
- 1948 – Flottans kavaljerer
- 1949 – Greven från gränden
- 1949 – Lång-Lasse i Delsbo
- 1950 – Rågens rike
- 1952 – Ubåt 39
- 1952 – När syrenerna blomma
- 1953 – Dumbom
- 1953 – Ursula – flickan i finnskogarna
- 1954 – Gud Fader och tattaren
- 1955 – Stampen
- 1956 – Skorpan
- 1956 – Sista natten
- 1958 – Flottans överman
- 1958 – Laila
- 1967 – De löjliga preciöserna
- 1968 – Den gyllene porten
- 1968 – Badarna
- 1969 – Friställd (TV-serie)
- 1971 – Hem till byn (TV-serie) (till och med 1976)
- 1971 – Lavforsen – by i Norrland (TV-serie)
- 1974 – Albert & Herbert (TV-serie)
- 1975 – Kulstötaren

## Teater

### Roller
| År   | Roll            | Produktion                                                                   | Regi               | Teater                           |
| ---- | --------------- | ---------------------------------------------------------------------------- | ------------------ | -------------------------------- |
| 1951 | En polis        | Boboll (Bobosse) André Roussin                                               | Per-Axel Branner   | Riksteatern                      |
| 1953 |                 | Skattkammarön Robert Louis Stevenson                                         | Sture Ericson      | Norrköping-Linköping stadsteater |
| 1954 | Kaptenen        | Popperetten Bom Adolf Schütz, Paul Baudisch, Jules Sylvain och Gösta Rybrant | Nils Poppe         | Vasateatern                      |
| 1955 | Sam Craig       | Vår lilla stad Thornton Wilder                                               | Ingrid Luterkort   | Norrköping-Linköping stadsteater |
| 1956 |                 | Kärlek och guldfeber Gideon Wahlberg                                         | Gösta Jonsson      | Vanadislundens friluftsteater    |
| 1957 |                 | Utsikt från en bro Arthur Miller                                             | Frank Sundström    | Riksteatern                      |
| 1959 | Jack Manningham | Gasljus Patrick Hamilton                                                     | Palle Granditsky   | Borås kretsteater                |
| 1959 |                 | Vin och vårlek Paul Willems och André Souris                                 | Anita Blom         | Borås kretsteater                |
| 1959 | Paul Verall     | Född igår Garson Kanin                                                       | Palle Granditsky   | Borås Kretsteater                |
| 1960 | Håkan           | Mans kvinna Vilhelm Moberg                                                   | Anita Blom         | Borås kretsteater                |
| 1960 |                 | Natten är min Marc Camoletti                                                 | Palle Granditsky   | Borås kretsteater                |
| 1960 |                 | Om jag ville... Paul Géraldy och Robert Spitzer                              | Kåre Santesson     | Borås kretsteater                |
| 1961 |                 | Ett dockhem Henrik Ibsen                                                     | Palle Granditsky   | Borås kretsteater                |
| 1963 |                 | Värdshusvärdinnan Carlo Goldoni                                              | Kåre Santesson     | Fästningsspelen i Varberg        |
| 1963 | Jonas           | Antigone Jean Anouilh                                                        | Lars-Erik Liedholm | Helsingborgs stadsteater         |
| 1963 | Tartuffe        | Tartuffe (Tartuffe, ou l'Imposteur) Molière                                  | Per Sjöstrand      | Helsingborgs stadsteater         |
| 1964 |                 | Den evige tennsoldaten Arthur Johansson                                      | Bo Swedberg        | Helsingborgs stadsteater         |

### Fotnoter
1. ↑  SCB:s utdrag ur Jämtlands läns födelse-, vigsel- och dödböcker 1923
2. ↑  Sveriges dödbok 1901–2009, DVD-ROM, Sveriges Släktforskarförbund 2010
3. 1 2 3  ”Rune Ottoson”. Svensk Filmdatabas. http://sfi.se/sv/svensk-filmdatabas/Item/?type=PERSON&itemid=62111&iv=OVERVIEW. Läst 13 augusti 2012.
4. ↑  ”Det här hände med skådespelarna från Hem till byn – tragiska dödskraschen förändrade allt”. Svensk Damtidning. 27 november 2021. https://www.svenskdam.se/noje/det-har-hande-med-skadespelarna-fran-hem-till-byn-tragiska-dodskraschen-forandrade-allt/8060838.
5. ↑  Gravar.se
6. ↑  ”Boboll”. Musik- och Teaterbiblioteket. https://calmview.musikverk.se/CalmView/Record.aspx?src=CalmView.Performance&id=P12079&pos=835. Läst 12 juli 2025.
7. ↑  ”Popperetten Bom”. Musikverket. http://calmview.musikverk.se/CalmView/Record.aspx?src=CalmView.Performance&id=PERF14151&pos=468. Läst 6 maj 2016.
8. ↑  ”Teaterannons”. Dagens Nyheter:  s. 35. 14 juni 1956. http://arkivet.dn.se/arkivet/tidning/1956-06-14/159/35. Läst 18 mars 2016.
9. ↑  ”Premiär i Östersund på ny Millerpjäs”. Dagens Nyheter:  s. 10. 6 februari 1957. http://arkivet.dn.se/tidning/1957-02-06/36/10. Läst 15 mars 2017.
10. ↑  Ebbe Linde (10 januari 1959). ”'Gasljus', perfekt giv i Borås”. Dagens Nyheter:  s. 10. https://arkivet.dn.se/tidning/1959-01-10/8/10. Läst 29 juli 2018.
11. ↑  ”Tidningsnotis”. Dagens Nyheter:  s. 16. 21 mars 1959. https://arkivet.dn.se/tidning/1959-03-21/78/16. Läst 29 juli 2018.
12. ↑  ”Borås Kretsteater”. Dagens Nyheter:  s. 15. 3 september 1959. http://arkivet.dn.se/arkivet/tidning/1959-09-03/238/15. Läst 19 januari 2016.
13. ↑  S B-l (9 september 1959). ”'Född i går' i Borås”. Dagens Nyheter:  s. 14. http://arkivet.dn.se/arkivet/tidning/1959-09-09/244/14. Läst 21 januari 2016.
14. ↑  Ebbe Linde (3 februari 1960). ”'Mans kvinna' i Borås”. Dagens Nyheter:  s. 11. https://arkivet.dn.se/tidning/1960-02-03/32/11. Läst 29 juli 2018.
15. ↑  Ebbe Linde (29 augusti 1960). ”Snällt hembiträde i fars ger familjen all fritid”. Dagens Nyheter:  s. 14. https://arkivet.dn.se/tidning/1960-08-29/234/14. Läst 29 juli 2018.
16. ↑  ”Tidningsnotis”. Dagens Nyheter:  s. 39. 27 november 1960. https://arkivet.dn.se/tidning/1960-11-27/323/39. Läst 29 juli 2018.
17. ↑  ”Tidningsnotis”. Dagens Nyheter:  s. 39. 23 februari 1961. https://arkivet.dn.se/tidning/1961-02-23/52/17. Läst 29 juli 2018.
18. ↑  Ebbe Linde (13 juli 1963). ”Rokoko i Varberg”. Dagens Nyheter:  s. 7. https://arkivet.dn.se/tidning/1963-07-13/187/7. Läst 28 maj 2018.